# 투데이 유 다이
《투데이 유 다이》(영어: Today You Die)는 미국에서 제작된 2005년 액션 텔레비전 영화이다. 돈 E. 폰틀러로이가 연출과 촬영을 맡았다. 스티븐 서갈, 트리치, 세라 벅스턴, 마리 모로, 닉 맨쿠소 등이 출연하였고, 랜들 에밋 등이 제작에 참여하였다.

## 줄거리
의적 할런은 배신을 당해 감옥에 들어가게 되자 탈옥하여 자신을 노리고 음모를 꾸몄던 자들을 향한 복수를 시작한다.

## 출연진
- 스티븐 서갈
- 트리치
- 세라 벅스턴
- 마리 모로
- 닉 맨쿠소
- 로버트 미아노
- 케빈 타이
- 제이미 맥셰인
- 로런스 터너
- 브렛 라이스
- 랜스 J. 맨쿠소
- 클로이 그레이스 머레츠
- 얼레인 J. 테일러
- 호손 제임스
- 데이비드 프라이버거
- 존 굴리노
- 스몰스
- 레슬리앤 다운
- J. 앤서니 페냐
- 리사 게레로
- 제리 트림블
- J. J. 페리
- 레스 웰던
- 랜디 코투어
- 레이철 스펙터
- 제임스 루

## 기타 제작진
- 공동 제작: 빈 당
- 미술: 미셸 민치
- 세트: 로리 메이저
- 의상: 팀 셔펠
- 스턴트: J. J. 페리